# Die stillen Trabanten
Die stillen Trabanten  ist ein deutscher  Film aus dem Jahre 2022. Regie führte Thomas Stuber.  Es handelt sich dabei um die Verfilmung des gleichnamigen Romans von Clemens Meyer.

## Handlung
Die Handlung beginnt am Stadtrand von Leipzig, als Straßenarbeiter eine Flüchtlingsfamilie sehen, deren Kind nach dem Verzehr einer Herbstzeitlosen gestorben ist. Ein arabischstämmiger Arbeiter dolmetscht für die Familie.
Nach diesem Vorfall freundet sich der Arbeiter mit dem Imbisswirt Jens an, ohne zu wissen, dass er im selben Plattenbau wie der Araber wohnt und sich in dessen Frau Aischa, die er bei einer Zigarettenpause kennengelernt hat, verliebt hat. Diese erzählt ihm, dass sie zum Islam konvertiert sei, und trifft sich zu einem späteren Zeitpunkt heimlich in Jens’ Wohnung. Sie gesteht ihm, dass sie sich bei ihm wohler fühle als bei ihrem Mann. Jens hält die Freundschaft zu dem Arbeiter aufrecht, liest den Koran und besucht am Schluss auch die Moschee.
Ein zweiter Handlungsstrang ist die Geschichte von Christa, die einst als Hotelkauffrau gearbeitet hat, nach ihrer Arbeitslosigkeit allerdings als Reinigungskraft bei der deutschen Bahn arbeitet. Mit ihrem Arbeitgeber bekommt Christa Schwierigkeiten, da sie zwei Kirschkerne beim Putzen übersehen hat.
In der Kneipe freundet sie sich mit der Friseurin Birgitt an und entwickelt homoerotische Gefühle für sie. Als Birgitt längere Zeit nicht in der Kneipe erscheint, wird Christa traurig. Als sich Birgitt wieder in der Kneipe blicken lässt, bringt sie Christa zu den Mitarbeiterduschen im Bahnhof, wo die beiden zusammen duschen und sich gegenseitig berühren. Nachdem Christa aufgrund der Schwierigkeiten ihre Stelle gekündigt hat, besucht sie Birgitt in deren Wohnung.
Der dritte Handlungsstrang handelt vom Security-Mitarbeiter Erik, der bei seinen nächtlichen Streifzügen eine rätselhafte junge Frau trifft. Als er sich bei ihr vorstellen möchte, fragt sie, wie sein Hund heiße, und er antwortet, dass dieser keinen Namen, sondern nur eine Nummer habe. Die junge Frau antwortet, dass sie Marishka heiße und aus der Ukraine stamme. Ihr Vater sei bei der Armee gewesen und nun tot. Bei einem seiner späteren Streifzüge kommt es zu einem gemeinsamen Spaziergang Eriks mit Marishka. Sie gehen zu einer Kaserne und tanzen zusammen. Dabei werden sie von einem russischen Soldatenorchester musikalisch begleitet.

## Kritik
„Allen Erzählungen des Films gemeinsam sind eine bezwingende Poesie, die aus dem Abenteuer des Alltäglichen erwächst, Offenheit für Figuren mit nicht geradlinig verlaufender Vergangenheit und erfrischend klischeefreie Milieudarstellungen. Getragen von einem herausragenden Ensemble entsteht ein kleines Filmwunder in einem traumsicher gehaltenen Schwebezustand.“